# Amphicteis midas
Amphicteis midas är en ringmaskart som först beskrevs av Gosse 1855.  Amphicteis midas ingår i släktet Amphicteis och familjen Ampharetidae. Arten har ej påträffats i Sverige. Inga underarter finns listade i Catalogue of Life.